# 维施韦勒
维施韦勒是德国莱茵兰-普法尔茨州的一个市镇。总面积10.26平方公里，总人口328人，其中男性160人，女性168人（2011年12月31日），人口密度32人/平方公里。